# Steven Weinberg
Steven Weinberg (n. 3 mai 1933, New York City, New York, SUA – d. 23 iulie 2021, Austin, Texas, SUA) a fost un fizician american, laureat al Premiului Nobel pentru Fizică, în 1979, împreună cu Sheldon Lee Glashow și Abdus Salam, pentru contribuțiile aduse de aceștia în domeniul teoriei unificate a interacțiunilor slabă și electromagnetică între particule elementare.

## Biografie
Weinberg și Glashow au absolvit aceeași școală: Bronx High School of Science (New York, 1950), fiind chiar colegi de clasă, precum și aceeași Universitate- Cornell (1954). Weinberg a plecat de la Cornell spre Institutul Nordic de fizică teoretică atomică  de la Copenhaga (NORDITA) pentru un an, după ce și-a luat doctoratul la Universitatea Princeton (1957). Ulterior a condus lucrări la Universitatea Columbia și la Lawrence Berkeley Laboratory, înainte de a-și lua profesoratul la Universitatea din California (Berkeley) în anul 1960. Pe parcursul ultimilor doi ani la această Universitate, în anii 1968-1969, a fost visiting professor la  Institutul de Tehnologie din Massachustes (MIT). A devenit profesor la acest Institut în anul 1969, după care a plecat la Harvard în anul 1973, iar ulterior la Universitatea din Texas cu sediul la Austin (1983). Ulterior a fost Profesor Emeritus al Universității din Texas (Austin).

## Creația științifică și de popularizare
Opera științifică a lui Steven Weinberg se referă la domeniile de frontieră ale fizicii- fizica particulelor elementare, unificarea interacțiunilor fundamentale în natură, domeniu în care a excelat prin unificarea interacțiunii electromagnetice și a  interacțiunilor slabă nucleară, gravitație și cosmologie. Steven Weinberg este autorul unui splendid curs de teorie a gravitației, original și foarte citat, precum și unul dintre experții de vază în teoria Big Bang-ului- evoluției Universului după Marea explozie, care a avut loc cu multe miliarde de ani în urmă. Una dintre cărțile sale de popularitate se referă la evoluția Universului în primele trei minute după această mare Explozie, care a avut loc ca urmare a fluctuațiilor vidului.
Una dintre ultimele cărți ale lui Weinberg se referă la prospectarea evoluțiilor posibile ale fizicii, căutării acelor teorii, care ar putea scurta drumul spre o teorie cât mai cuprinzătoare a Universului, acelor modalități de cercetare științifică, care sunt mai eficiente, mai ieftine, mai perspicace, în atingerea scopului- explicarea fenomenelor naturii pe o cale cât mai simplă și , în același timp, corectă. Ambele cărți, accesibile publicului larg de cititori au fost traduse în limba română.

## Concepția filozofică
Steven Weinberg se declară ateu.  El explică această concepție filozofică nu doar ca urmare a tabloului evoluției Universului, cum rezultă din legile fizicii, ci și ca urmare a rolului nefast pe care l-a avut credința religioasă în evoluția socială a lumii, și, în particular al Statelor Unite ale Americii. Weinberg consideră, că creștinismul a încurajat robia, tergiversând democratizarea și emanciparea claselor asuprite ale Statelor Unite ale Americii. În același timp Weinberg se declară un adversar al creaționismului divin.

## Publicații
Weinberg este autorul unui număr mare de publicații științifice (peste 300), unele dintre ele având indice de citare dintre cel mai înalt în lume.   
- ADS NASA
- SPIRES
- 25 de volume la Biblioteca Congresului SUA

Cărțile de popularizare ale lui Steven Weinberg traduse în limba română sunt:
- Primele trei minute, Ed. Politică, București, 1984, 212 p.
- Descoperirea particulelor subatomice, București, 2007, 288 p.
- Visul unei teorii finale, Editura Humanitas, București, 2012, 280 p.

## Despre
- The New Enciclopaedia Britannica. Vol.11,  Micropaedia. Ready Refrence, 2002
- Dicționar enciclopedic Nume proprii, Ed. Cartier, București-Chișinău, 2004
- Ioan Ioviț-Popescu și Alexandru Dima, Laureați, PREMIILE NOBEL PENTRU FIZICA, (1998), Editura Academiei Romane, București
- Oxford Dictionary of Scientists, Oxford University Press, 1993, 2-nd edition 1999.
- Wielka Encyklopedia PWN, Wydawnyctwo Naukowe PWN SA, Warszawa, vol. 29, 2005